# إينوسينزو دونينا
إينوسينزو دونينا ( 16 يوليو 1950 - 19 مارس 2020) كان لاعب كرة قدم إيطالي محترف.

## المسيرة الرياضية
لعب في جميع الدوريات الثلاث الكبرى في إيطاليا مع العديد من الفرق. في 19 مارس 2020، توفي دونينا بسبب الإصابة ب فيروس كورونا المستجد، حيث كان الوباء منتشرا في يطاليا و العالم.

## روابط خارجية
- إينوسينزو دونينا في موقع كرة القدم العالمية.نت